# Хетингър
Окръг Хетингър (на английски: Hettinger County) е окръг в щата Северна Дакота, Съединени американски щати. Площта му е 2937 km², а населението - 2715 души (2000). Административен център е град Мот.